# Cinuit Rotri di Alt Clut
Rotri (... – 754) regnò sull'Alt Clut (odierna area attorno a Dumbarton Rock) per pochi anni attorno alla metà dell'VIII secolo.
Lo si conosce solo dalla notizia della sua morte, datata dagli Annales Cambriae al 754. Tuttavia, questa fonte è nota per le sue molte imprecisioni cronologiche.